# CS/LR14型自动步枪
CS/LR14型自动步枪（前称：NAR-10）是一支由中国北方工业公司所研制及生产的戰鬥步槍，在2014年第七屆中國國際警用裝備博覽會首度展示，是81式自动步枪的7.62×51毫米北約口徑版本。

## 設計細節
CS/LR14是以已經經過驗證和測試的7.62×39毫米口徑81式自动步枪為藍本，並且在基本結構上延伸和加強強度以發射火力明顯以更為強大的7.62×51毫米北約口徑彈藥。 
CS/LR14為氣動操作和擊發調變式武器。它採用位於槍管上方的短行程導氣活塞傳動系統，並具有兩個操作位置的手動氣體調節器有，將導氣孔徹底關閉以後，可以從槍口安全地發射22毫米槍榴彈。槍管是由常規轉拴式槍栓所閉鎖。機匣是由衝壓钢所製成，而且頂部的大型防塵蓋改為連接在機匣上的設計，並且將原來表尺的位置改成了铰链，便於頂部安裝瞄準設備並提供更穩定的平台。
拉機柄仍然直接與槍機機框的右側連在一起，而且隨着每槍前後往復運動，但形狀亦有所改進。供彈方式改為20發可拆卸式合成材料制彈匣，插入方式和AK系列的前鈎後掛式是一樣的，先用彈匣前端插入彈匣插口的前卡位，再將彈匣後端完全插入彈匣插口，並以彈匣卡榫固定。槍托改為伸縮式，並可向右邊折疊。標準的瞄準設備包括黑克勒&科赫式的後方多重覘孔式轉鼓照門，和導氣箍以上由護圈所保護的柱狀準星。
機匣頂蓋和聚合物前護木上方的MIL-STD-1913戰術導軌上可用以安裝日間／夜間光学瞄准镜、紅點鏡／反射式瞄準鏡、全息瞄準鏡、棱鏡式瞄準鏡、夜視鏡和／或熱成像儀（可拆卸）。另外三條輔助導軌分別可設置在前護木的兩側的底部。

## 資料來源
- （英文）—Modern Firearms—NORINCO NAR-10, CS/LR-14 automatic rifle（页面存档备份，存于）
- （简体中文）—中国武器大全—国产CS/LR14外贸型突击步枪

## 外部連結
- （英文）—The Firearm Blog.com—
  - New Chinese CS/LR14 7.62x51mm Automatic Rifle（页面存档备份，存于）
  - POTD: The Latest Chinese Weaponry（页面存档备份，存于）
- （英文）—The Armed Novelist－The Chinese CS/LR14 Battle Rifle This weapon is...
- （简体中文）—新浪网—81杠变身了！国产新款CS/LR14型突击步枪亮相（页面存档备份，存于）
- （简体中文）—铁血网—81式突击步枪终极改进型—CS/LR14亮相，神似伽利尔ACE（页面存档备份，存于）
- （简体中文）—老兵迷—81式终极改型亮相：国产CS/LR14步枪相当时髦
- （简体中文）—游戏中国—国产CS/LR14型7.62mm自动步枪闪亮登场